# Etiópia közigazgatása
Etiópia 1995 óta szövetségi köztársaság. Az ekkor életbe lépett alkotmány határozta meg közigazgatási beosztását, mely a korábbi tartományi rendszert váltotta fel. Etiópia közigazgatása ma négy szintből áll.

## Legfelső szint
Közigazgatásának legfelső szintjét 9 szövetségi állam (amharául: kilil, többes számban : kililoch) és két önkormányzattal rendelkező város (amharául: astedader akababi, többes számban: astedader akababiwoch) alkotja.

## A szövetségi államok és városok adatai

Szövetségi államok és zónák Etiópiában

| Szövetségi állam vagy város          | Népesség (2007) | Terület (km²) | Népsűrűség (fő/km²) | Városi lakosság (%) | Székhely     |
| ------------------------------------ | --------------- | ------------- | ------------------- | ------------------- | ------------ |
| Addisz-Abeba                         | 2 738 248       | 530           | 5 165               | 100                 | -            |
| Afar                                 | 1 411 092       | 96 707        | 15                  | 13                  | Asayita      |
| Tigré                                | 4 314 456       | 50 079        | 86                  | 20                  | Mek’ele      |
| Amhara                               | 17 214 056      | 159 174       | 108                 | 12                  | Dessie       |
| Oromia                               | 27 158 471      | 353 007       | 77                  | 12                  | Adama        |
| Szomália                             | 4 439 147       | 279 252       | 16                  | 14                  | Jijiga       |
| Benishangul-Gumuz                    | 670 847         | 49 289        | 14                  | 15                  | Asosa        |
| Déli nemzetek, nemzetiségek és népek | 15 042 531      | 112 343       | 134                 | 10                  | Awassa       |
| Gambela                              | 306 916         | 25 802        | 12                  | 25                  | Gambela      |
| Harar                                | 183 344         | 311           | 589                 | 54                  | Harar        |
| Dire Dawa                            | 342 827         | 1 213         | 283                 | 68                  | -            |
| Összesen                             | 73 821 935      | 1 127 707     | 65                  | 16                  | Addisz-Abeba |

## Alsóbb szintek
A második szinten 2007-ben 66 zóna, 7 különleges zóna és 10 különleges kerület található. Utóbbiak részleges önigazgatással rendelkeznek, nem tartoznak a zóna vagy a kerület igazgatása alá.
A harmadik szinten 725 kerület (woreda) található. A statisztikai hivatal kiadványai ezen a szinten érhetőek el.
A közigazgatás legalsó szintjén lévő helyi önkormányzatok amhara elnevezése: kebele.

## Fordítás
Ez a szócikk részben vagy egészben  a   Subdivisions of Ethiopia című angol Wikipédia-szócikk fordításán alapul.  Az eredeti cikk szerkesztőit annak laptörténete sorolja fel. Ez a jelzés csupán a megfogalmazás eredetét és a szerzői jogokat jelzi, nem szolgál a cikkben szereplő információk forrásmegjelöléseként.